# Фёдоров, Владимир Семёнович
Владимир Семёнович Фёдоров (28 июля [9 августа] 1893, Ярославль — 1983, Иваново) — советский математик.

## Биография
Родился 28 июля (9 августа) 1893 года в Ярославле.
Учась на физико-математическом факультете Московского университета, проявил особенные математические способности и, по окончании его, 28 июня 1905 года был зачислен в аспирантуру. С 1915 года приступил к педагогической деятельности в средней школе и проводил её в том самом реальном училище, воспитанником которого был.
В 1918 году, по окончании аспирантуры, стал приват-доцентом Московского университета. В связи с житейскими трудностями пребывания в Москве, по совету Д. Ф. Егорова, вместе с Н. Н. Лузиным, А. Я. Хинчиным и Д. Е. Меньшовым в этом же году переехал в Иваново-Вознесенск, где стал преподавать в качестве профессора в политехническом институте. С 1919 по 1923 год он также преподавал в Ивановском институте народного образования (12 июля 1923 года он был преобразован в педагогический техникум). В 1928 году получил премию Наркомпроса РСФСР.
После разделения Иваново-Вознесенского института на отдельные втузы в 1930 году он остался профессором Ивановского энергетического института; по совместительству работал также в ряде других вузов Иваново. С 1931 по 1937 год возглавлял кафедру математики Иваново-Вознесенского педагогического института.
В 1935 году ему была присуждена без защиты диссертации степень доктора.
В 1943 году был награждён орденом Трудового Красного Знамени в связи с 25-летием педагогической деятельности в высшей школе.
Выйдя на пенсию в 1962 году, продолжал работать профессором-консультантом на кафедре высшей математики Ивановского энергетического университета; был сопредседателем Ивановского математического общества.
Умер в Иваново в 1893 году.

## Научная деятельность
Научные интересы В. С. Фёдорова неизменно связаны, с теорией аналитических функций. В первый период его научной деятельности предметом исследования были аналитические функции с совершенным множеством особых точек, в частности всюду непрерывные аналитические функции. Позднее, уже с 1934 года, продолжая исследования в области теории аналитических функций, В. С. Фёдоров ставит и решает задачи, касающиеся теории криволинейных интегралов. Ещё позже, с 1943 года, он берётся за решение весьма интересной и актуальной задачи; перенесения понятия моногенности на трёхмерное пространство, а затем и на многомерное и весьма удачно разрешает поставленную задачу в целом ряде своих работ. Он устанавливает новый обширный класс гиперкомплексных функций, важное значение которых для дифференциальных уравнений, в частности для некоторых задач гидродинамики несжимаемой вязкой жидкости, было отмечено румынским математиком Монсли, назвавшим их «F-моногенными».